# Звёздное поле (астрономия)
Звёздное поле (англ. Starfield) — набор звёзд и межзвёздного газа, видимых в поле зрения произвольного размера, обычно в контексте некоторой области интереса на небесной сфере.  Например: звездное поле, окружающее звезды Бетельгейзе и Ригель, может быть определено как охватывающее некоторые или всё созвездие Ориона.

## Галерея

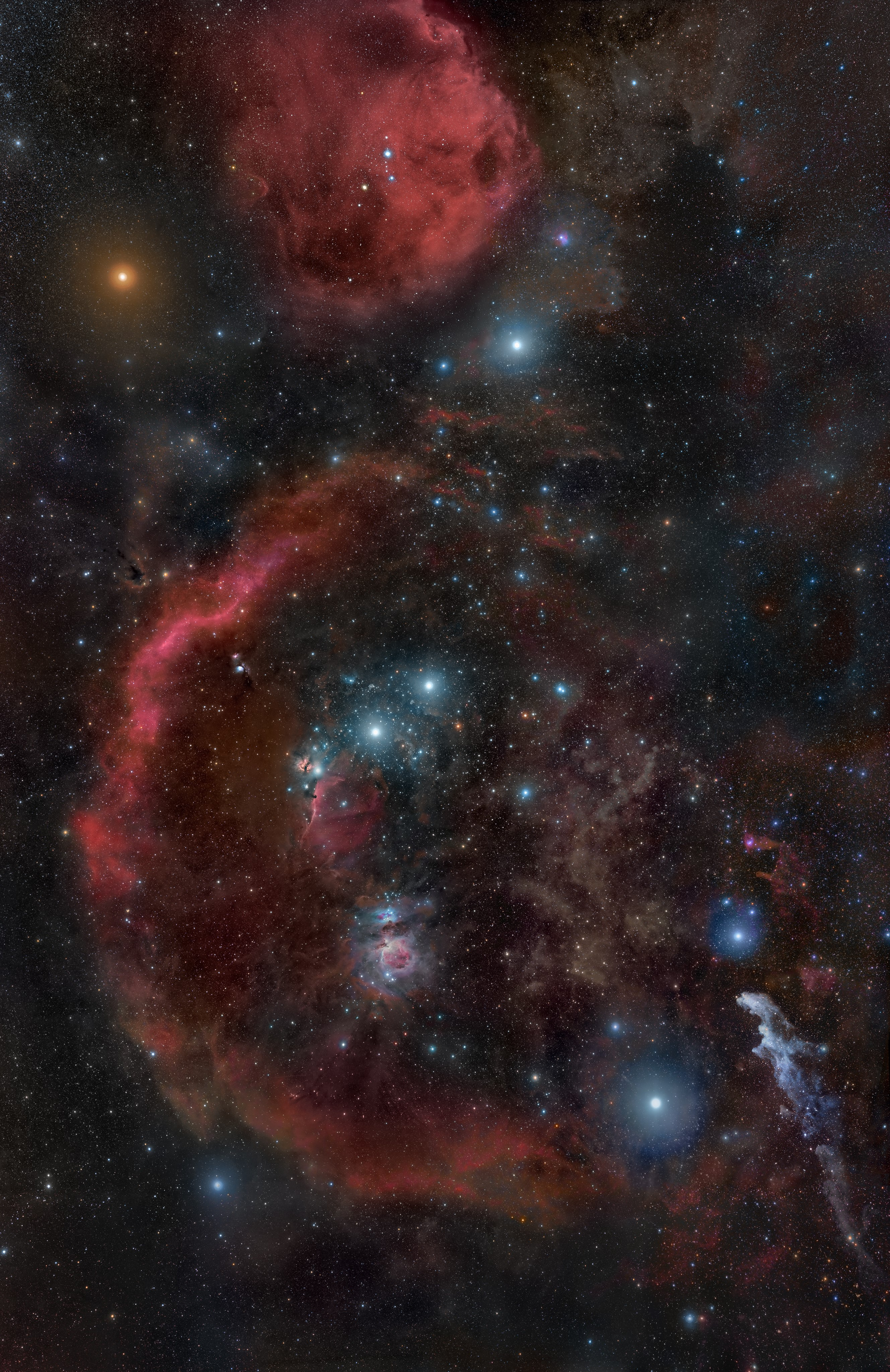
Бетельгейзе (вверху слева) и плотные газовые туманности, образующие Облако Ориона
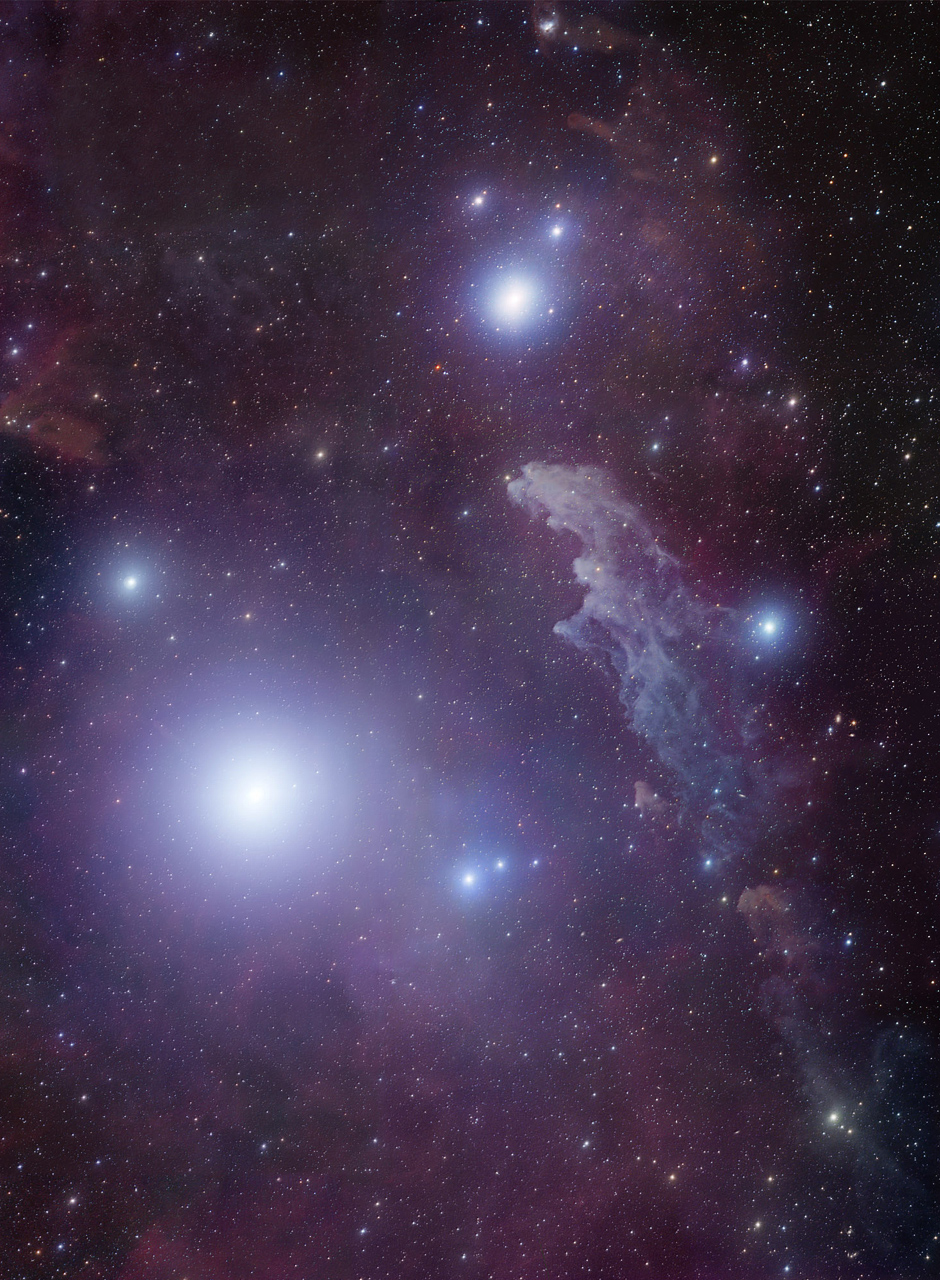
Ригель и туманность IC 2118, которую он подсвечивает
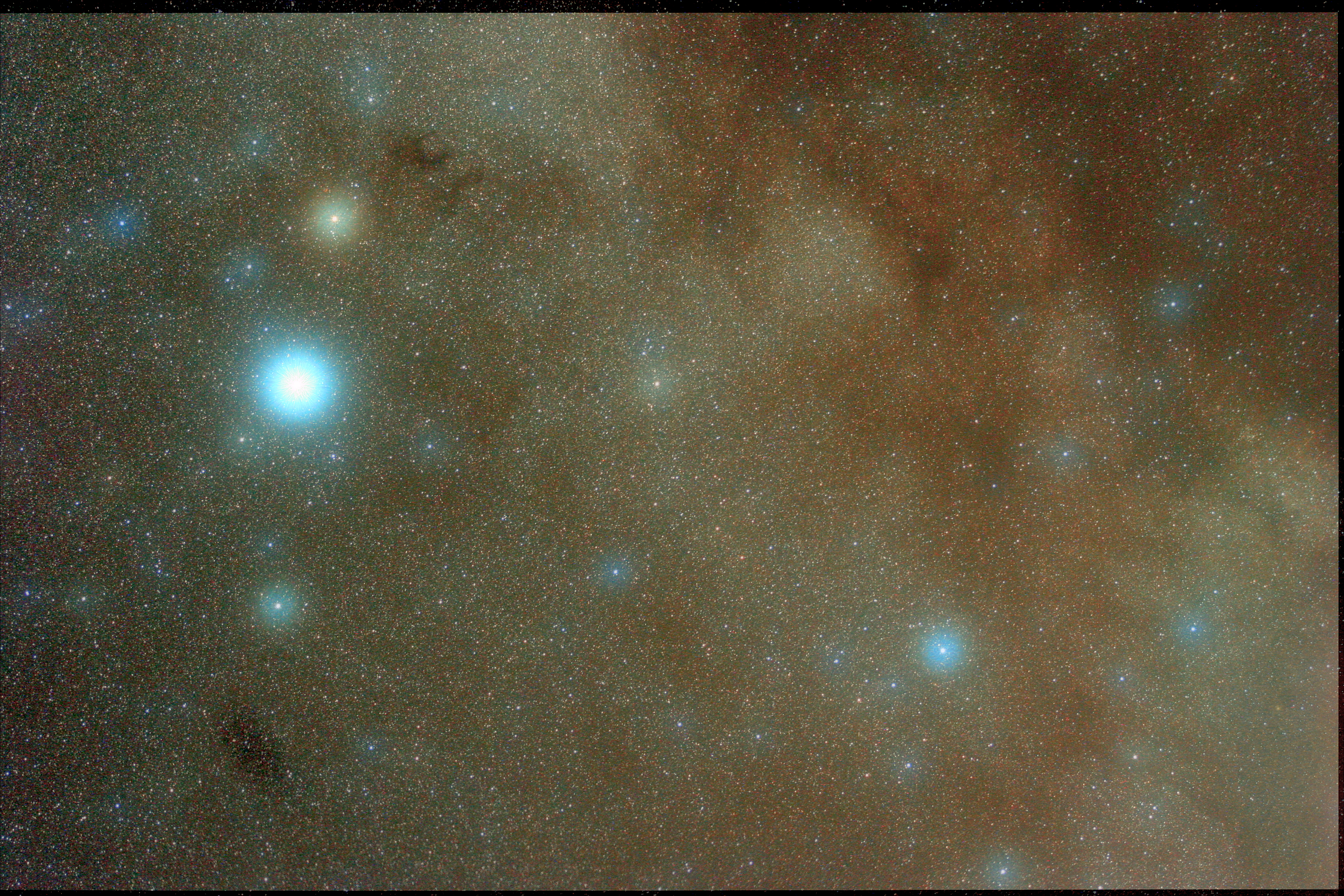
Звездное поле в созвездии Орла. Справа от астеризма, который составляют α, β и γ Орла, видна δ Орла
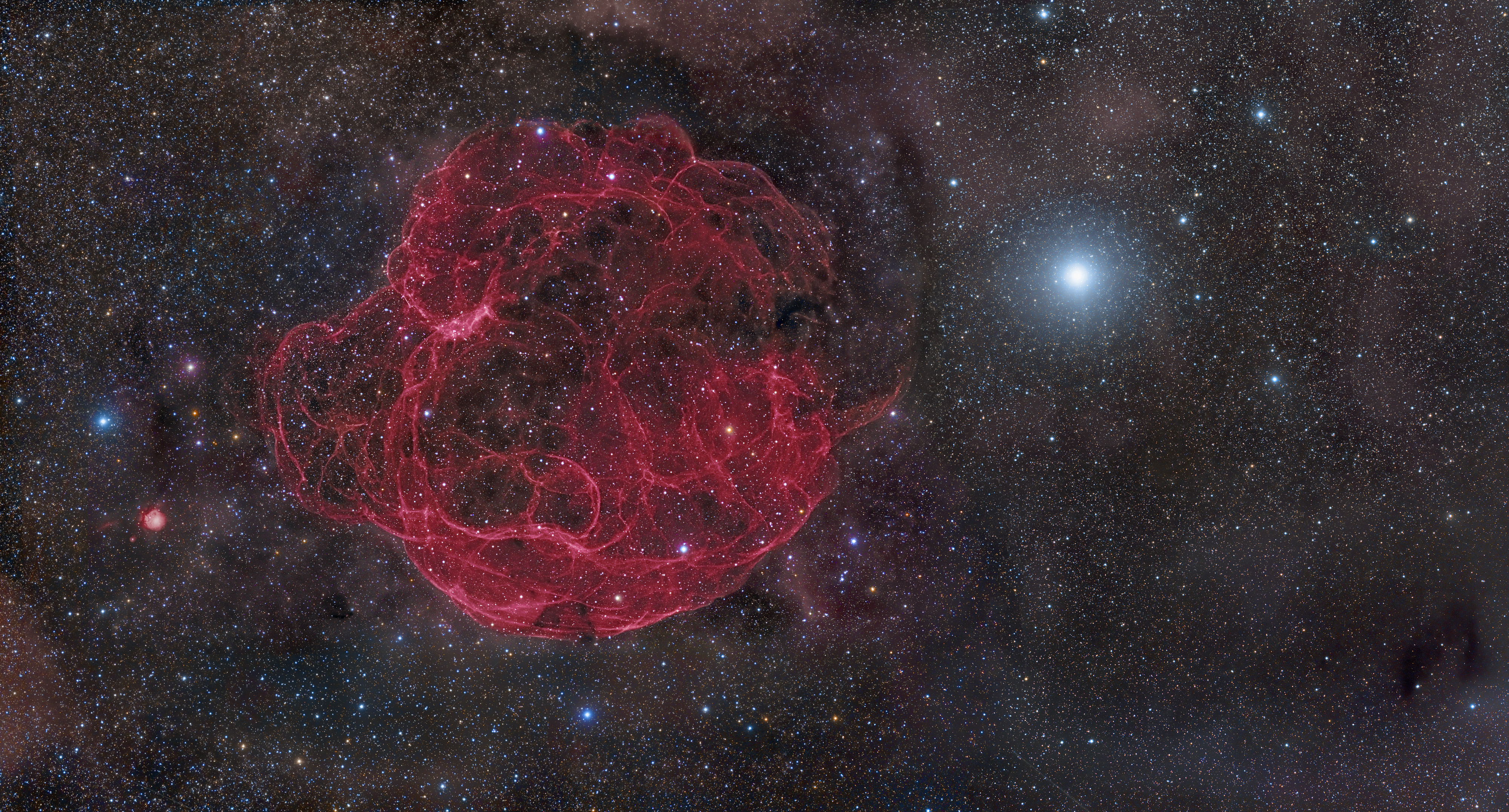
Туманность Симеиз 147, в созвездия Телеца
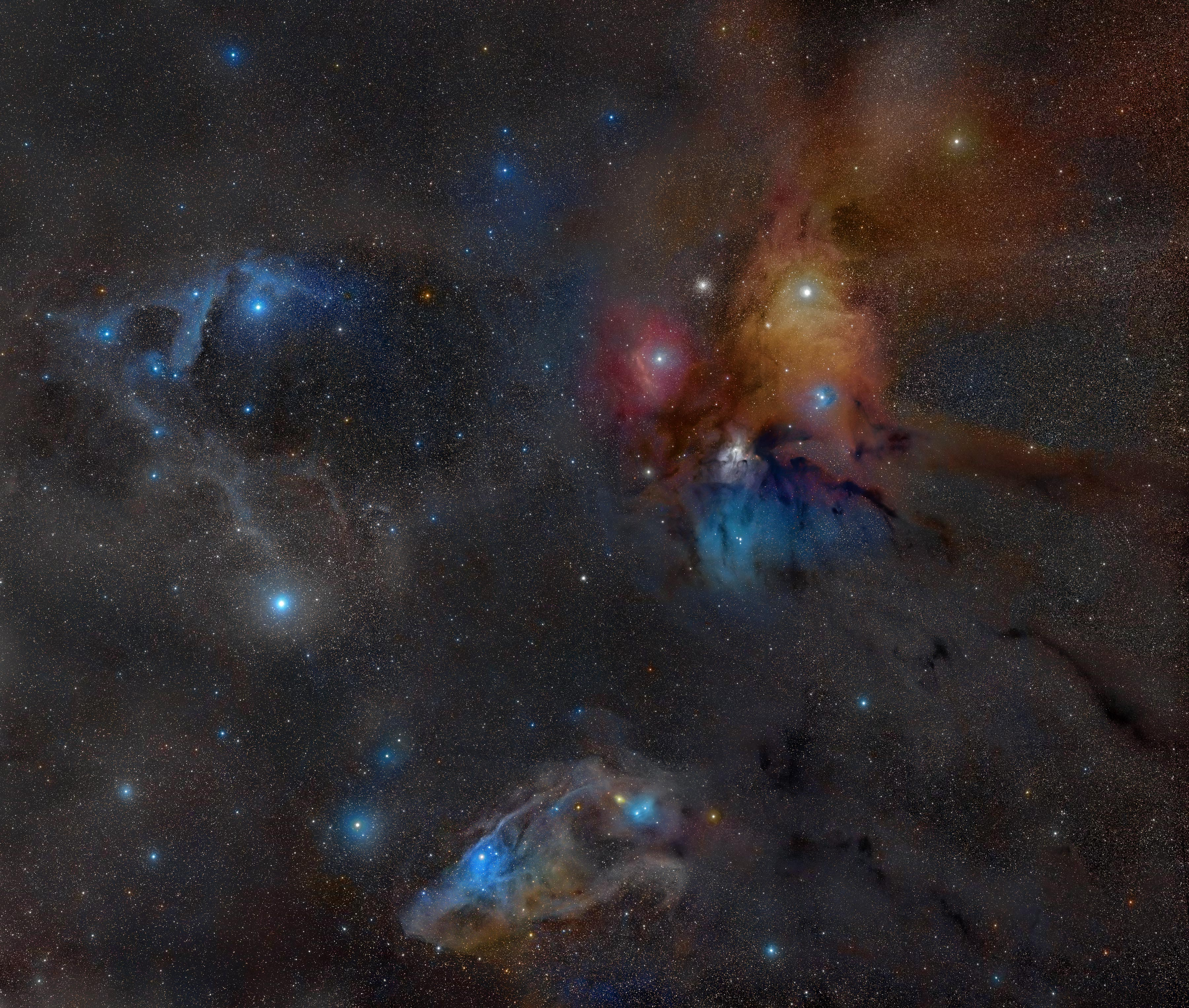
Широкое звездное поле в окрестностях Ро Змееносца
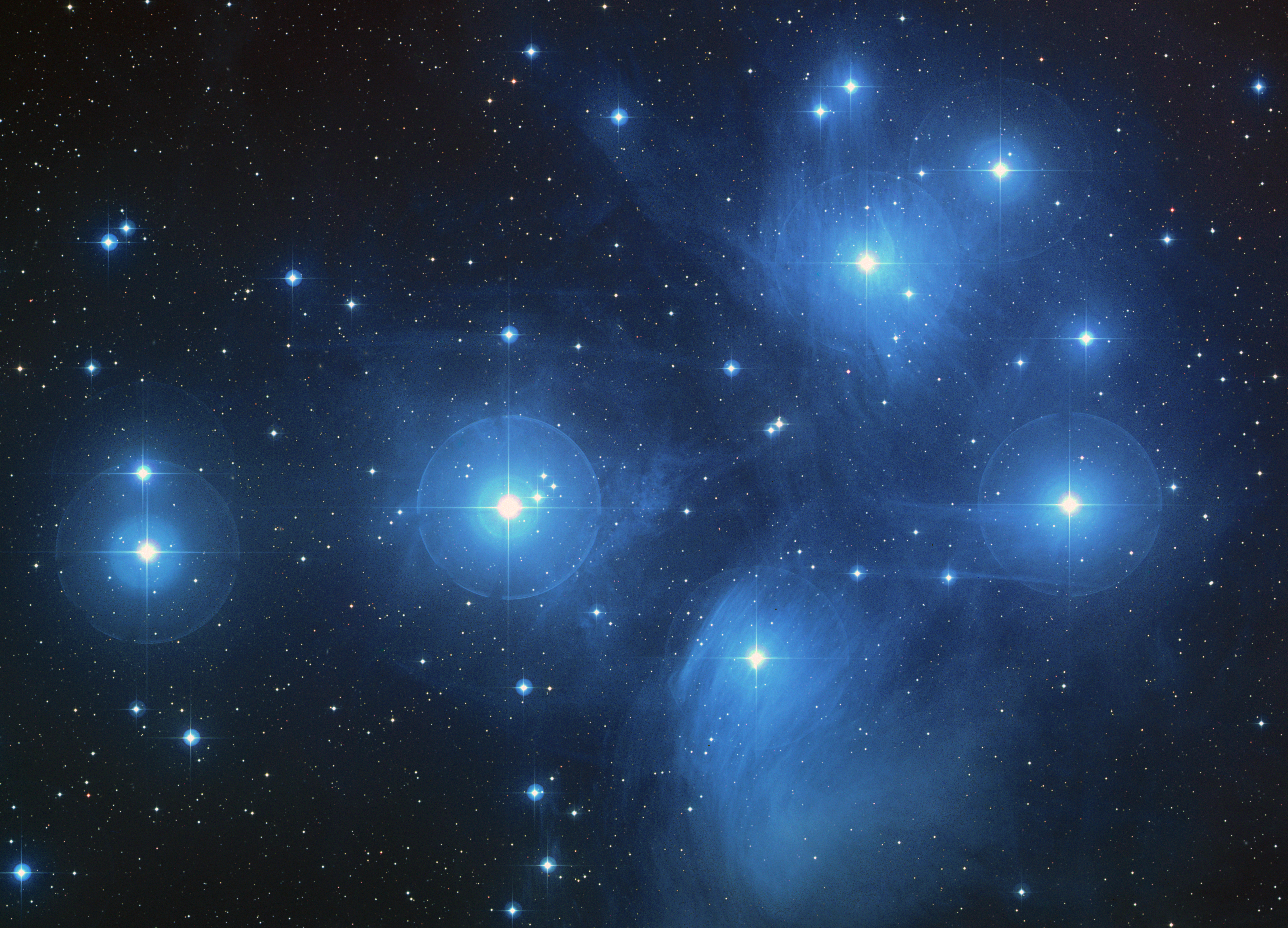
Плеяды — рассеянное скопление в созвездия Телеца
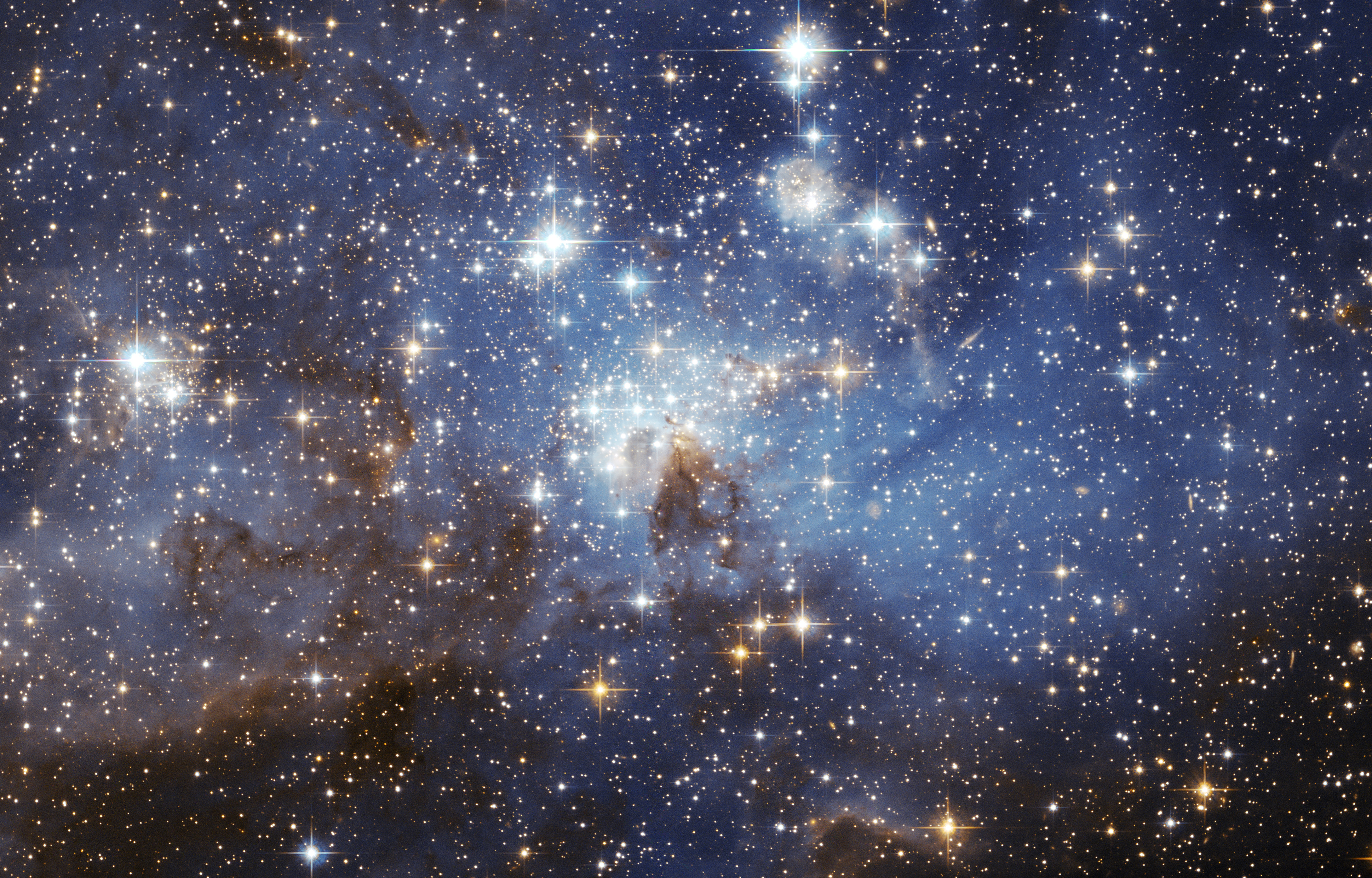
Область формирующихся звёзд в Большом Магеллановом Облаке
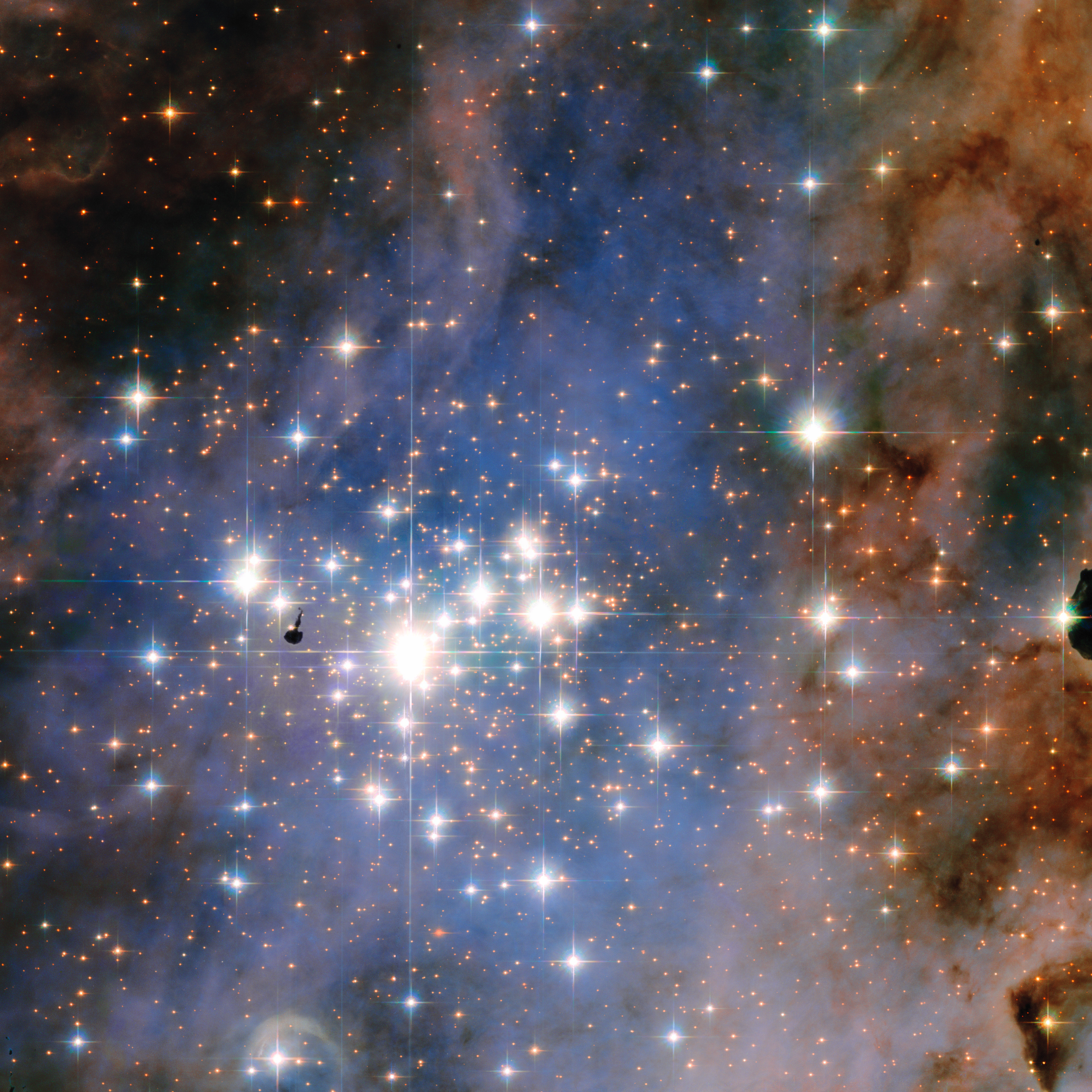
Изображение скопления Трюмплер 14, полученное телескопом «Хаббл»
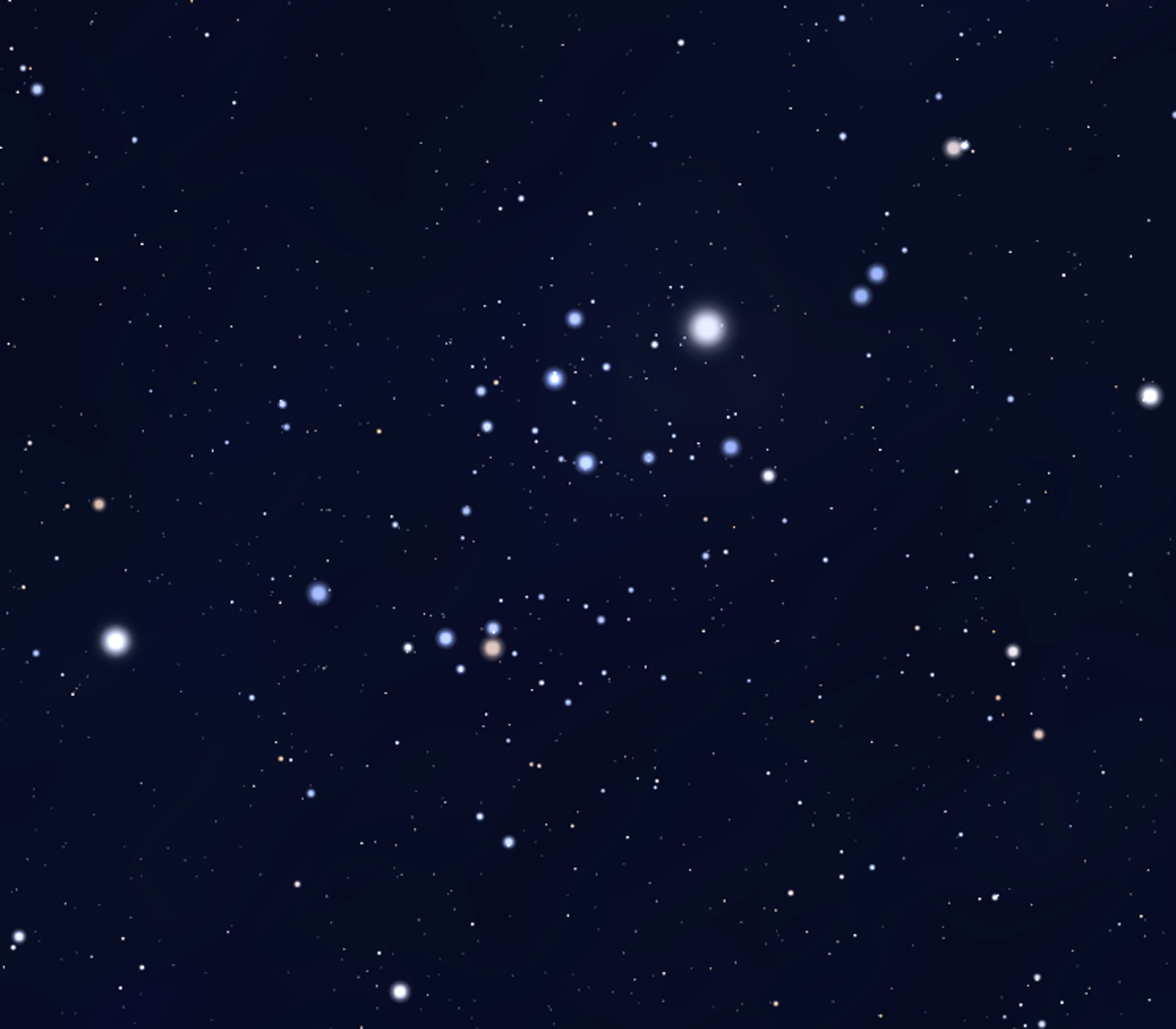
Скопление Альфа Персея
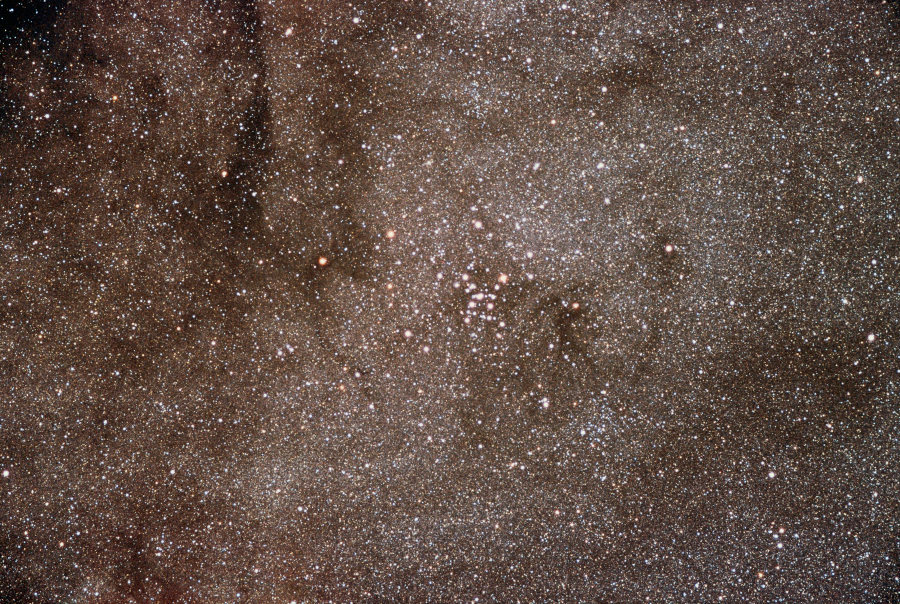
Скопление Птолемея
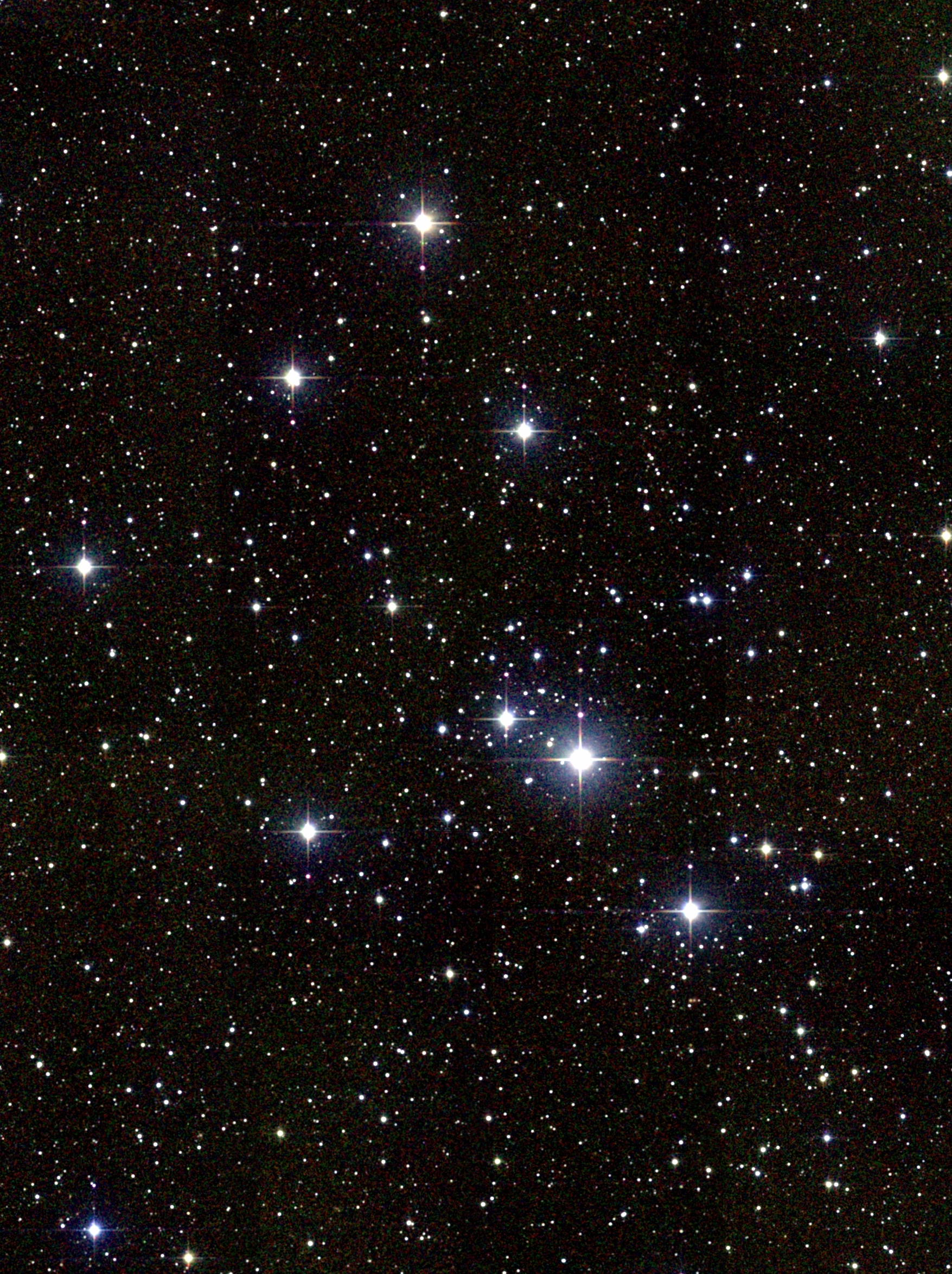
Скопление Малый Улей
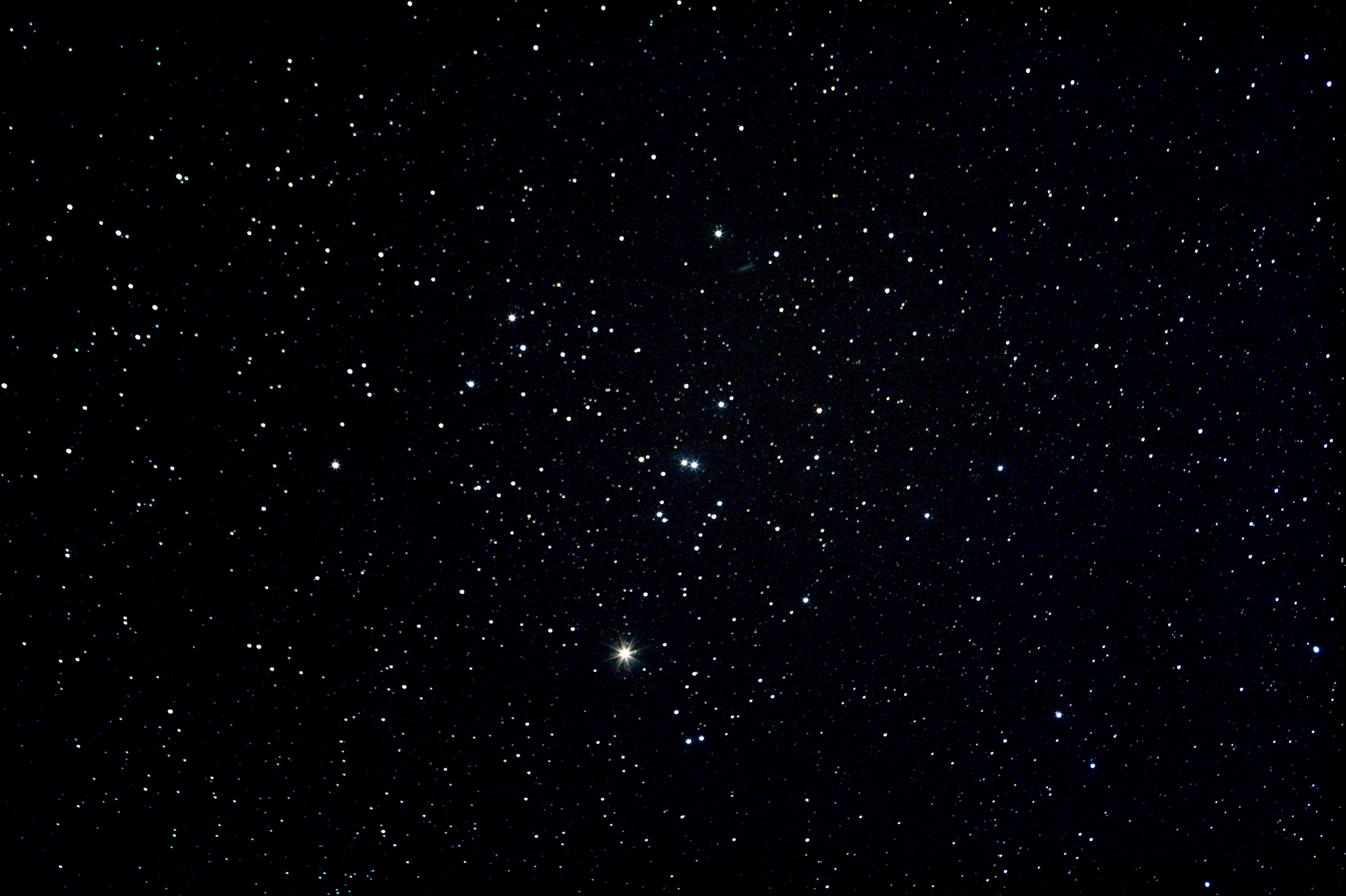
Скопление Гиады